# Isidor Himmelbaur
Isidor Himmelbaur, auch Himmelbauer (* 6. Februar 1858 in Tarvis, Kaisertum Österreich; † 16. April 1919 in Wien) war ein österreichischer Bibliothekar und Volksbildner.

## Leben
Himmelbaur studierte an der Universität Graz, wo er 1881 das Doktorat erwarb. 1884 kam er an die Wiener Universitätsbibliothek als Volontär. Er heiratete 1885 die spätere Schulgründerin Marietta Brunetti. 1886 wurde deren Sohn Wolfgang geboren. Himmelbaur wurde an der Universitätsbibliothek 1894 Skriptor, 1900 provisorischer Kustos und 1902 definitiver Kustos. 1908 wurde er Regierungsrat, 1910 Leiter der Bibliothek und 1913 Hofrat. 1914–1917 war Himmelbaur Obmann des Wiener Volksbildungsvereins. Er wurde am Wiener Zentralfriedhof bestattet.
Isidor Himmelbaur war Mitglied der Grazer Burschenschaft Arminia. 1930 benannte man die Himmelbaurgasse in Wien-Hietzing nach ihm.